# PostPlay
PostPlay Театр — незалежний український театр, створений у 2015 році драматургами Деном та Яною Гуменними, режисерами Галиною Джикаєвою та Антоном Романовим.
Приміщення театру знаходиться у колишній стрічковій фабриці на Старому Подолі, на вулиці Нижньоюрківській, 31. На сцені PostPlay часто виступають інші незалежні театри та перформери.
PostPlay Театр позиціонує себе як «критичний театр», метою якого є звертати увагу суспільства та влади на «незручні», гострі, болючі теми.

## Вистави
1. «Ополченцы» («Ополченці», 2015), реж. Галина Джикаєва, драм. Ден і Яна Гуменні, за п'єсою «Дочці Маші купив велосипед».
2. «Мапи ідентичності / Мова Ворожнечі» (2016), перформанс Антона Романова.
3. «Трохи більше кисню» (2016), реж. Ната Вітченко, драм. Анастасія Косодій, за п'єсою «Привези мені зі Львова, чого в Запоріжжі немає».
4. «Сіра зона» (2016), реж. Галина Джикаєва, драм. Ден та Яна Гуменні.
5. «50 перших днів війни», (2016), реж. Ден Гуменний, текст Наталії Казеннової.
6. «Більше, ніж жінка» (2017), реж. Нін Ходорівско.
7. «Чорний сніг» (2017), ідея та постановка Дена та Яни Гуменних.